# Ichadon
Ichadon (501 ou 506 - 527) est  l'homme qui a fait du bouddhisme la religion nationale du royaume de Silla en Corée en se sacrifiant et en provoquant son exécution. Descendant du roi Seupbogalmun, il était un proche collaborateur du roi Beopheung qui voulait faire adopter le bouddhisme dans son pays mais continuait à se heurter à l'opposition des nobles qui restaient favorables au chamanisme contrairement aux pays voisins. 
Il a été un des dix savants de Silla vénérés au temple Heungryun.